# HomeKit
HomeKit (také Domácnost) je aplikace od společnosti Apple, která umožňuje uživatelům ovládat inteligentní zařízení pomocí iPhonu, iPadu, Macu, Watch nebo Apple TV.
Vytvořením místností, položek a akcí v aplikaci HomeKit mohou uživatelé automatizovat různá zařízení v domě pomocí jednoduchého hlasového příkazu do Siri nebo prostřednictvím aplikace HomeKit. S HomeKitem mohou vývojáři vytvářet složité aplikace, aby mohli spravovat různá příslušenství na vysoké úrovni. Úkolem HomeKitu je usnadnit ovládání různých zařízení jak na blízko, tak i na dálku.

## Přehled
Hlavním důvodem pro vytvoření HomeKitu bylo usnadnit úkoly uvnitř domu. Byl vytvořen, aby poskytoval lidem snadnější metody a různé nástroje ke změně a přizpůsobení určitých schopností elektroniky jejich konkrétním přáním.
HomeKit spravuje připojené zařízení prostřednictvím protokolu HAP (HomeKit Accessory Protocol). Změny z HomeKit jsou neustále odesílány do zařízení, která jsou připojena k HomeKitu. HomeKit také rozpoznává do jakých konkrétních "místností" a do jakých kategorií zařízení spadá. Každá kategorie má také svůj kód, který slouží k identifikaci zařízení. Jako většina aplikací od společnosti Apple sbírá data pro zlepšení vývoje aplikace. Protokoly pro HomeKit používají bezdrátové technologie, jako jsou Bluetooth a WiFi.
HomeKit konkuruje standardům inteligentních domů od Amazonu a Googlu. V říjnu 2019 uvedl Apple, že HomeKit má 450 kompatibilních zařízení, ve srovnání s 10 000 zařízeními pro Google a 85 000 pro Amazon.

## Aplikace

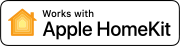
Štítek zobrazující, že dané zařízení je kompatibilní s aplikací HomeKit

### iOS, iPadOS a watchOS
HomeKit byl oficiálně vydán 17. září 2014 spolu s iOS 8. Aplikace umožňovala komunikovat se zařízeními HomeKit pomocí Siri a umožňovala k zařízením vzdálený přístup.
13. září 2016 vydal Apple vylepšenou aplikaci, která sjednotila všechny zařízení do jedné aplikace a přidal podporu pro automatizace a předprogramované "scény", které mohou pomocí jediného příkazu nastavit více zařízení.

### macOS
Aplikace byla přidána do počítačů Mac s vydáním verze macOS Mojave 24. září 2018.

### Apple TV
Apple TV čtvrté generace a novější mohou ovládat zařízení v HomeKitu pomocí hlasových příkazů v Siri. Ve verzi tvOS 14 přidali vývojáři přímé ovládací centrum domácnosti a kanály kamer, které byly připojené na HomeKit.

### HomePod
HomePod postrádá grafické uživatelské rozhraní pro ovládání zařízení HomeKit a místo toho používá čistě hlasové příkazy Siri.